# Kvänum
För andra betydelser, se Kvänum (olika betydelser).
Kvänum ( lyssna (fil)) är en tätort i Vara kommun i Västra Götalands län. Orten är belägen på Varaslätten.   

## Historia
Kvänums station öppnades 1900 och var en mellanstation vid den då nybyggda Västergötland–Göteborgs Järnvägar. Sträckan förbi Kvänum (bandelen Vara-Skara) trafikerades med persontåg till 1970 och med godståg till 1984, varefter banan revs 1985.
I början av 1900-talet planerades även att göra Kvänum till en järnvägsknut. Koncession fanns på en smalspårig järnväg till Lidköping, under namnet Lidköping-Kvänums järnväg.
Kvänum var och är kyrkbyn i Kvänums socken och ingick efter kommunreformen 1862 i Kvänums landskommun. I denna inrättades för orten 21 november 1913 Kvänums municipalsamhälle som sedan upplöstes 31 december 1962. Från 1974 ingår orten i Vara kommun.

### Befolkningsutveckling
| Befolkningsutvecklingen i Kvänum 1960–2020 | Befolkningsutvecklingen i Kvänum 1960–2020 | Befolkningsutvecklingen i Kvänum 1960–2020 | Befolkningsutvecklingen i Kvänum 1960–2020 | Befolkningsutvecklingen i Kvänum 1960–2020 |
| ------------------------------------------ | ------------------------------------------ | ------------------------------------------ | ------------------------------------------ | ------------------------------------------ |
|                                            |                                            |                                            |                                            |                                            |
| År                                         |                                            |                                            | Folkmängd                                  | Areal (ha)                                 |
| 1960                                       | 1960                                       |                                            | 875                                        |                                            |
| 1965                                       | 1965                                       |                                            | 1 029                                      |                                            |
| 1970                                       | 1970                                       |                                            | 1 181                                      |                                            |
| 1975                                       | 1975                                       |                                            | 1 325                                      |                                            |
| 1980                                       | 1980                                       |                                            | 1 318                                      |                                            |
| 1990                                       | 1990                                       |                                            | 1 390                                      | 148                                        |
| 1995                                       | 1995                                       |                                            | 1 405                                      | 156                                        |
| 2000                                       | 2000                                       |                                            | 1 222                                      | 156                                        |
| 2005                                       | 2005                                       |                                            | 1 238                                      | 156                                        |
| 2010                                       | 2010                                       |                                            | 1 277                                      | 160                                        |
| 2015                                       | 2015                                       |                                            | 1 278                                      | 175                                        |
| 2020                                       | 2020                                       |                                            | 1 320                                      | 179                                        |
|                                            |                                            |                                            |                                            |                                            |

## Samhället
Ungdomsgården är inrymd i "gamla skolan". Kvänums kyrka ligger strax söder om tätorten.

## Näringsliv
Kvänum är en industriort. Företag som Swegon (tidigare PM-Luft), Kvänum kök, och Åkerstedts gör att orten har mer än 1 000 arbetstillfällen inom industrin.

### Bankväsende
Skaraborgs läns enskilda bank hade kontor i Kvänum åtminstone från början av 1900-talet. Skaraborgsbanken behöll ett kontor i Kvänum under resten av dess existens, men det lades sedermera ner av dess efterföljare.
Den 5 juli 2018 lade även Sparbanken Skaraborg ner sitt kontor och orten stod utan bankkontor.

## Utbildning
Skolan i Kvänum heter Nästegårdsskolan och har cirka 450 elever med barn från förskolan till nionde klass. Skolan har uppvärmt badhus med träningslokal och bastu. 
Bibliotek finns i anslutning till skolan.

## Evenemang
Rekreationsområdet Oltorp har badsjö med bryggor och trampolin, ett elljusspår samt tennisbanor. Där arrangeras årligen "Midnattsloppet" som är ett tiokilometerslopp, men även kortare distanser finns. Förutom löpartävling hålls också en cykeltävling årligen på 1 maj i MTB, tävlingen har flera klasser från barn till elit. 
Kräftfiske arrangeras en dag om året i Kvänumsån som flyter genom samhället.
Första helgen i december anordnas varje år julmarknad i byn, där besökarna bland annat kan "gissa vikten på grisen" och bevittna ett fyrverkeri som anordnas av Lions.

## Idrott
Flera fotbollsplaner finns, samt en idrottshall.
Idrottsföreningen Kvänums IF har numera slagit sig ihop med grannklubben Jungs IF under namnet JK 10, vilken för tillfället spelar i division 5.

## Kvänum 26 maj 2014

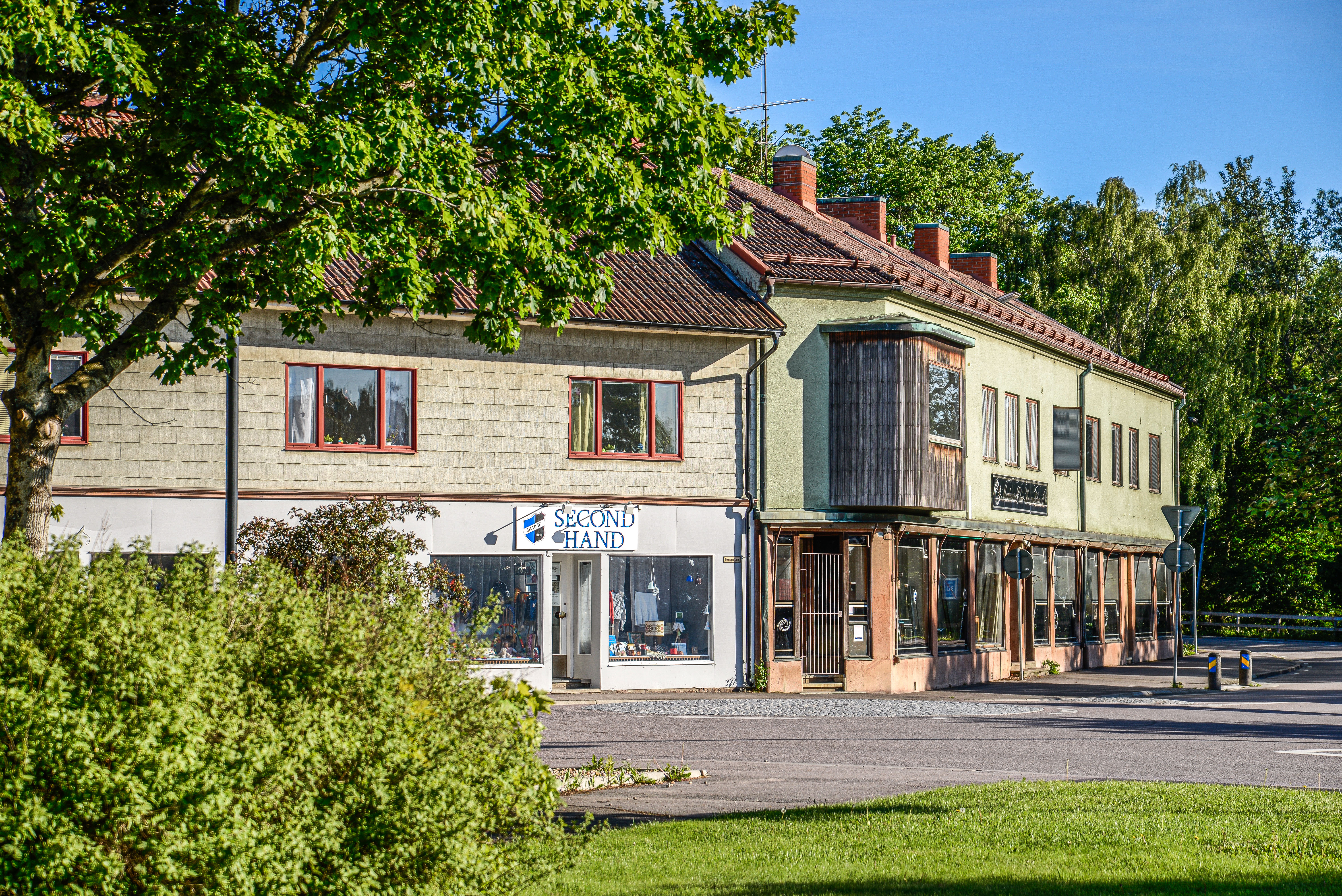
Skaragatan-Torsgatan.
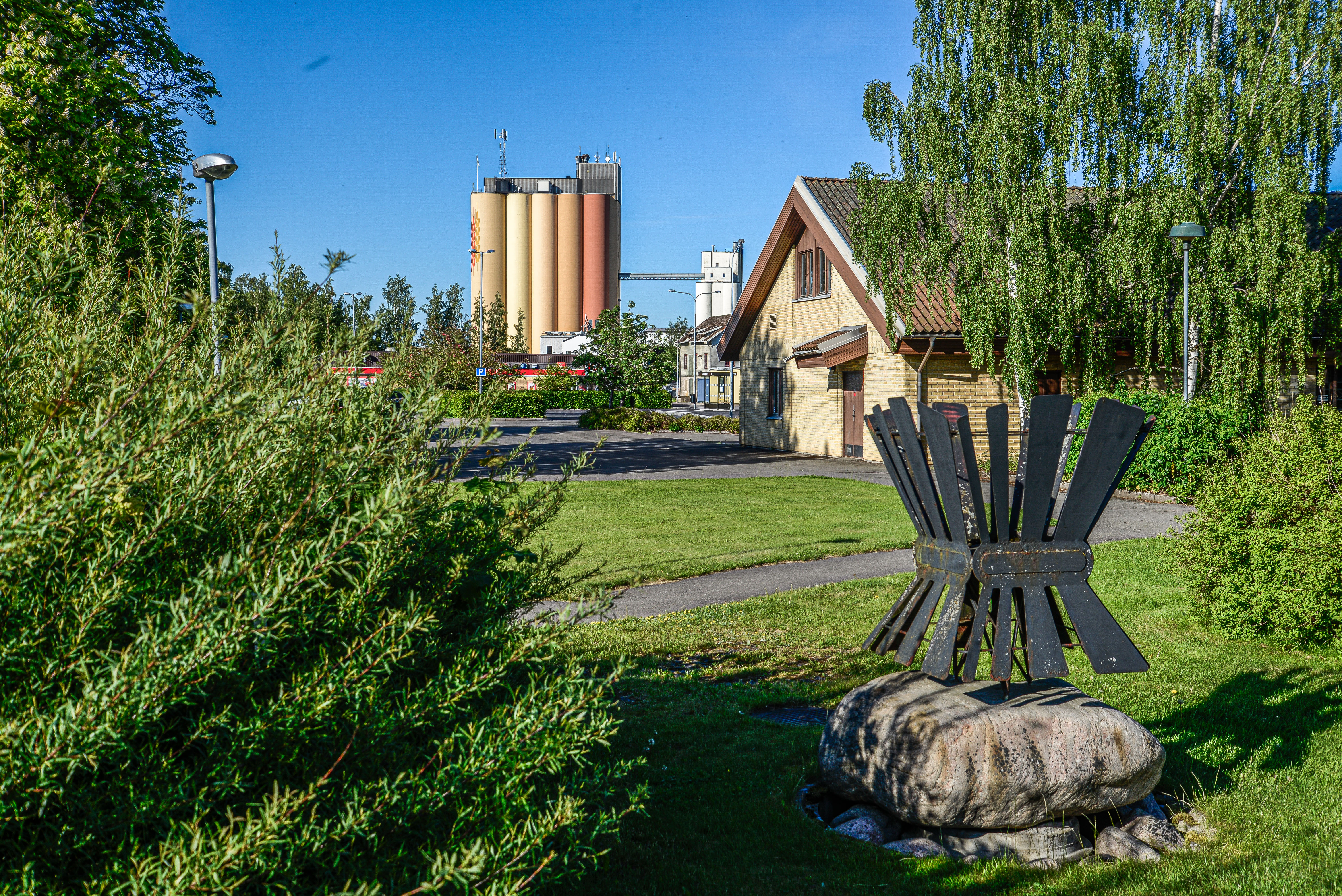
Platsen där järnvägsstationen låg.
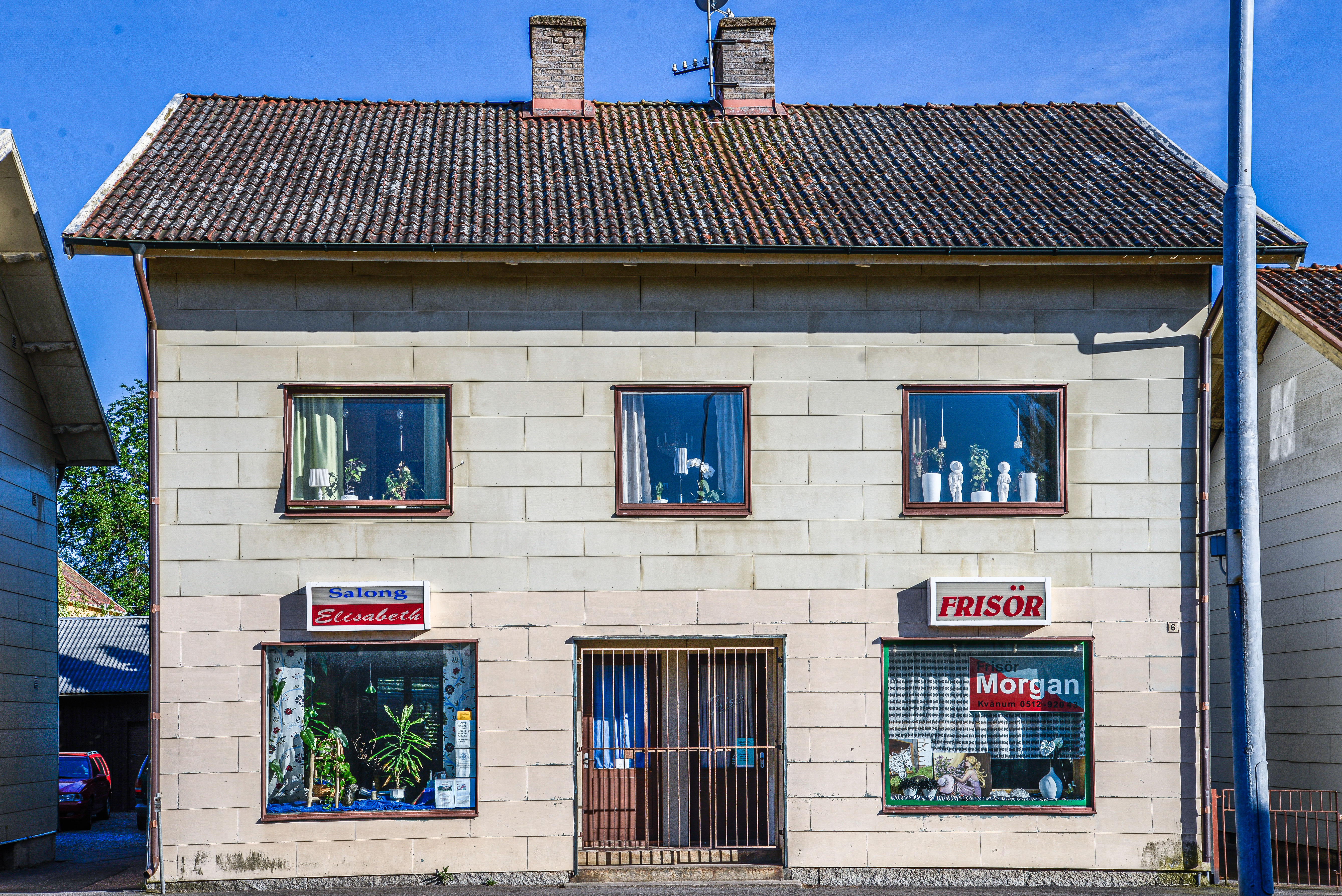
Frisör vid Skaragatan.
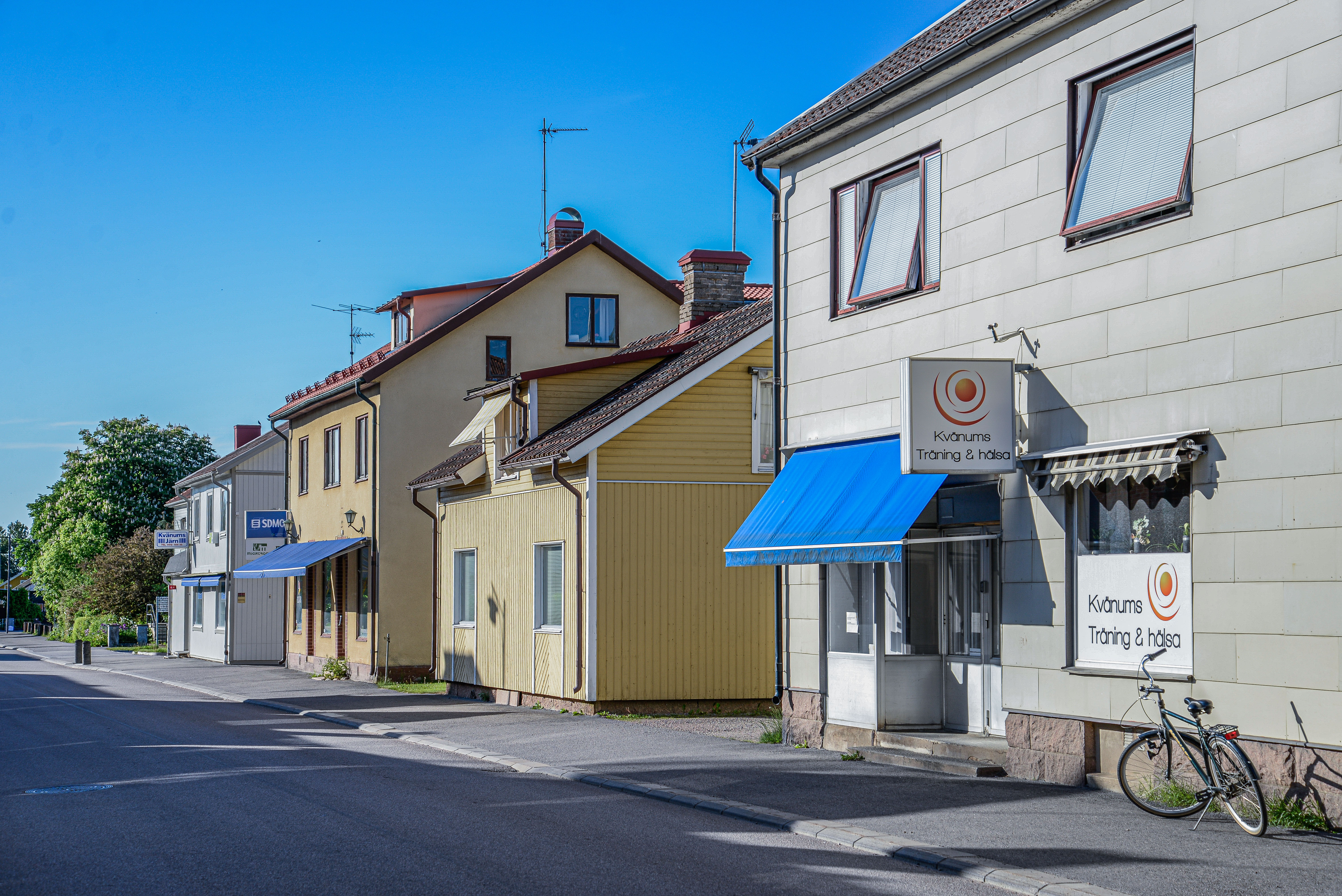
Storgatan norrut.